# Binodála
Jako binodála (též binodální či koexistenční křivka) se v termodynamice označují podmínky, za kterých mohou koexistovat dvě různé fáze látky. Obdobně je to také hranice mezi sadami podmínek, za kterých je pro systém termodynamicky výhodnější, když jsou fáze plně smíšené a když existují fáze samostatně. Obecně je binodála definována podmínkami, kdy je chemický potenciál všech složek roztoku v každé z fází roven. Extrém binodální křivky v teplotě koinciduje se spinodální křivkou a je znám jako kritický bod.

## Binární systémy
V binárních (dvousložkových) směsích lze binodálu určit pro danou teplotu pomocí tangenty k volné energii, jak je vidět na obrázku.